# Notiochelidon
Genre
Le genre Notiochelidon comprenaient 5 espèces d'hirondelles, vivant en Amérique du Sud. Le genre Notiochelidon est maintenant divisés en 3 genres.

## Liste des espèces
D'après la classification de référence du Congrès ornithologique international (ordre phylogénique) :
- Orochelidon (Ridgway, 1903) -3 espèces ;
  - (Haplochelidon) Orochelidon andecola (d'Orbigny & Lafresnaye, 1837) – Hirondelle des Andes
  - (Notiochelidon) Orochelidon flavipes (Chapman, 1922) – Hirondelle de Chapman
  - (Notiochelidon) Orochelidon murina (Cassin, 1853) – Hirondelle à ventre brun
- Atticora (Gould, 1842)
  - (Notiochelidon) Atticora pileata (Gould, 1858) – Hirondelle à tête noire
- Pygochelidon (Baird, SF, 1865)
  - (Notiochelidon) Pygochelidon cyanoleuca (Vieillot, 1817) – Hirondelle bleu et blanc